# Uriah Smith
Urias Smith (3 de maio de 1832 - 6 de março de 1903) foi um autor, ministro, educador e teólogo da Igreja Adventista do Sétimo Dia, que é mais conhecido como o editor mais longevo da Review and Herald (agora a Adventist Review), onde trabalhou por mais de 50 anos.
Suas obras incluem poesias, escritor de hinos, inventor e gravador. Ele patenteou uma perna artificial com um tornozelo móvel, uma carteira escolar com um assento dobrável, entre outras invenções.
Na época da formação da Associação Geral dos Adventistas do Sétimo Dia, em 1863, Smith foi eleito como primeiro secretário. Ocupou essa mesma posição novamente cinco vezes. Ele também serviu um mandato (1876–1877) como tesoureiro da Associação Geral.
Foi autor de diversos livros e um dos autores mais prolíficos do início do adventismo. Deu contribuições significativas ao desenvolvimento de várias doutrinas da denominação Adventista do Sétimo Dia. 
Faleceu em Battle Creek, Michigan, em 1903, aos 70 anos, de um derrame a caminho do escritório da Review and Herald.

## Primeiros anos
Uriah Smith nasceu em 1832 em West Wilton, New Hampshire. Sua família aceitou a mensagem Millerita e, em 1844, experimentou o que ficou conhecido como o Grande Desapontamento. No mesmo ano, Smith teve sua perna esquerda amputada devido a uma infecção. Após o Desapontamento, Smith perdeu o interesse na religião e iniciou seus estudos na Phillips Exeter Academy, em Exeter, New Hampshire. Em dezembro de 1852, ele aceitou a mensagem ensinada pelos Adventistas do Sétimo Dia, que em 1863 se tornaram a Igreja Adventista do Sétimo Dia. Em 1853, começou a trabalhar nos escritórios do Advent Review and Sabbath Herald (hoje Adventist Review), tornando-se seu editor em 1855. Sua principal contribuição para a teologia adventista foi um comentário sobre os livros bíblicos proféticos de Daniel e Apocalipse, mas ele também escreveu extensivamente sobre a imortalidade condicional e outros temas. Ele defendeu a liberdade religiosa, a abolição da escravidão e a não combatividade para os Adventistas.

## Relação com Ellen White
Enquanto a co-fundadora da IASD, Ellen White, escreveu muitas coisas dizendo como ela "amava o Irmão Smith quase tanto quanto meu próprio marido e filhos porque ele teve uma parte no trabalho por tantos anos", ela também teve muitos avisos para ele. Em 1869, ela escreveu: "Não tive paz de espírito na casa do Irmão Uriah. Deixei a casa dizendo a mim mesma: 'É uma casa ímpia. Vi nada menos que quatro anjos maus controlando membros da família". E na mesma carta: "Não esperamos que você tenha mais luz nem tanto quanto já teve. Não podemos confiar em você."
Em 1883, ele foi um dos cinco membros designados para remover as imperfeições gramaticais nos escritos de Ellen White.
Juntamente com o presidente da Conferência Geral, o Ancião Butler, Uriah Smith foi uma das duas principais figuras na Igreja Adventista do Sétimo Dia a rejeitar a mensagem da Justificação pela Fé, trazida por Jones e Waggoner para a sessão da Conferência Geral em Minneapolis em 1888. "O resultado de sua (Uriah Smith) conduta e de seu trabalho na mesma linha desde que você deixou Minneapolis tornou a realização da obra que Deus me deu cinquenta vezes mais difícil do que deveria ter sido. Você barrou o meu caminho,"
Ele se arrependeu em 1891, dizendo: "Irmã White, você me perdoará por toda a dificuldade e aflição que causei a você? Esta é a última vez se o Senhor me perdoar. Não repetirei a história dos últimos três anos." Ellen White se regozijou com isso.
Em 1899, Ellen White endossou o livro de Uriah Smith, Pensamentos sobre Daniel e o Apocalipse, junto com dois de seus próprios livros, dizendo: "Vamos permanecer juntos, Irmão Smith. De todos os livros que saíram da imprensa, os mencionados são de maior importância no passado e no presente. Eu sei que 'Pensamentos sobre Daniel e o Apocalipse' fez um grande trabalho neste país."

## Publicações
- The Warning Voice of Time and Prophecy (1853)

- The Bible Student's Assistant, Or, A Compend Of Scripture References (1858)
- Mortal or Immortal? Which?, or, An Inquiry into the Present Constitution and Future Condition of Man (1860)
- The Two Covenants (1860s)
- Which? Mortal, Or Immortal? : Or, An Inquiry Into The Present Constitution And Future Condition Of Man (1864)
- Thoughts on Daniel, Critical and Practical, on the Book of Daniel 2nd edn (formato DjVu)
- An Appeal to the Youth: Funeral Address of Henry N. White (1868)
- The Visions of Mrs. E. G. White: a Manifestation of Spiritual Gifts According to the Scriptures (1868)
- Poems com Rebekah Smith e Annie R. Smith (1871)
- The United States in the Light of Prophecy, or, An Exposition of Rev. 13:11-17 (1872)
- The State of the Dead and the Destiny of the Wicked (1873)
- The Sanctuary And The Twenty-Three Hundred Days Of Daniel VIII, 14 (1877)
- The Biblical Institute com James White (1878)
- A Sketch of the Last Sickness and Death of Elder James White com W. C. Gage e John Harvey Kellogg (1881)
- Man's Nature And Destiny, or, The State Of The Dead, The Reward Of The Righteous, And The End Of The Wicked (1884)
- Our Country's Future. The United States in the Light Of Prophecy, or, an Exposition of Rev. 13:11-17 (1884)
- Synopsis of the Present Truth: A Brief Exposition of the Views of S. D. Adventists (1884)
- An Exposure of Fanaticism and Wickedness com George Ide Butler (1885)
- The Marvel of Nations. Our Country: Its Past, Present, and Future, and What the Scriptures Say of It (1886)
- Modern Spiritualism: a Subject of Prophecy and a Sign of the Times (1896)
- Here and Hereafter, or, Man in Life and Death (1897)
- Daniel and the Revelation (1897)
- Looking Unto Jesus, or, Christ in Type and Antitype (1897)
- Our Country, the Marvel of Nations (1901)

## Morte de Uriah Smith
Ele faleceu em Battle Creek, Michigan, em 1903, aos 70 anos, devido a um derrame a caminho do escritório do Review. Ele está sepultado no Oak Hill Cemetery, Battle Creek, Michigan.